# Aszófő
Aszófő ist eine ungarische Gemeinde im Kreis Balatonfüred im Komitat Veszprém. Sie liegt am Nordufer des Plattensees fünf Kilometer südwestlich von Balatonfüred.

## Geschichte
Aszófő wurde 1093 erstmals urkundlich erwähnt.

## Partnergemeinden
- Mörlenbach, Deutschland

## Sehenswürdigkeiten

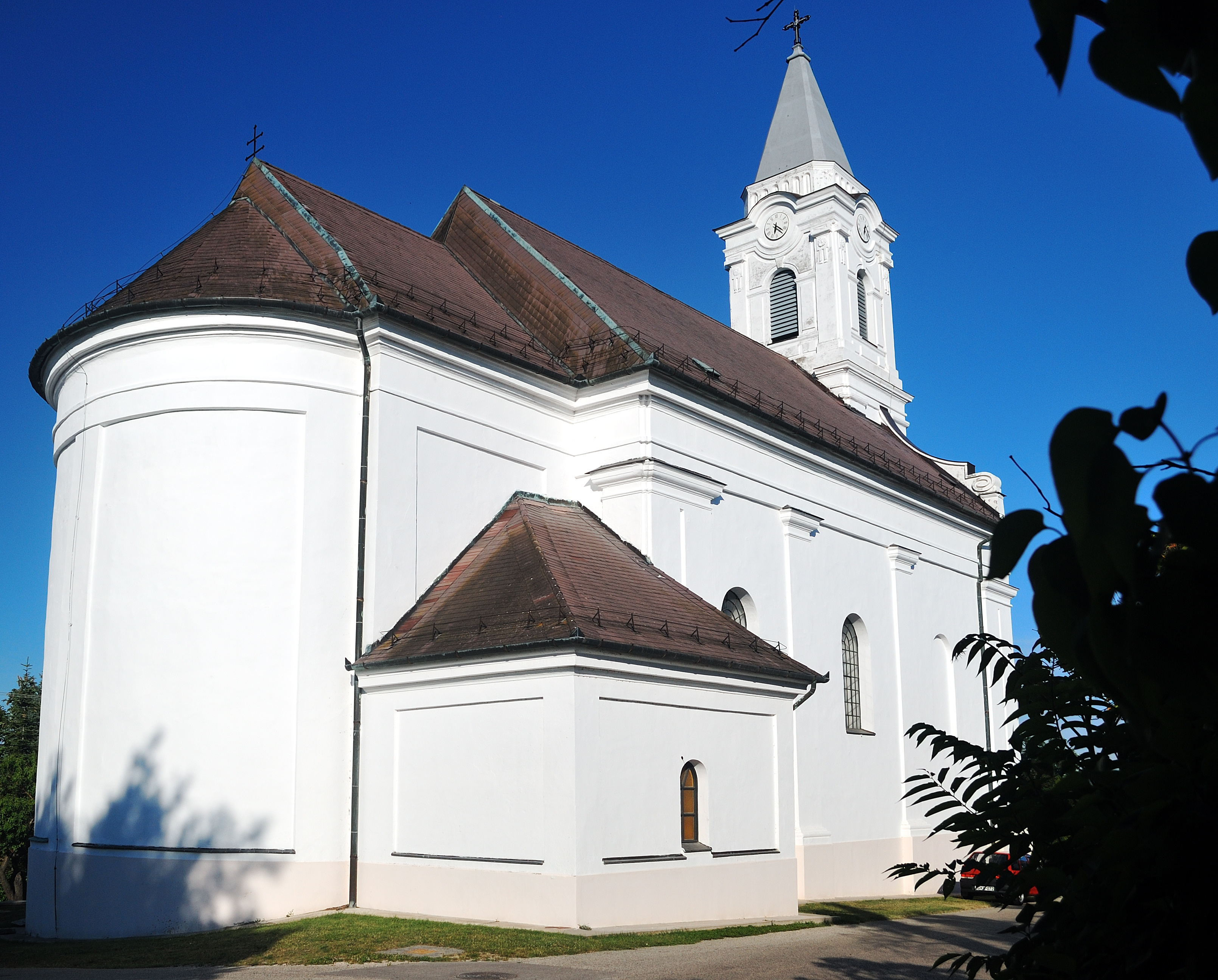
Römisch-katholische Kirche Szent László in Aszófő

- Römisch-katholische Kirche Szent László, erbaut 1832–34 (Spätbarock)

## Verkehr
Aszófő liegt an der Hauptstraße Nr. 71, die entlang des Nordufers des Balaton verläuft. In Richtung Norden führen die Landstraßen Nr. 7303 und Nr. 7307. Außerdem ist die Gemeinde angebunden an die Eisenbahnstrecke von Tapolca nach Budapest Südbahnhof.